# 鄭明選
郑明选（？—？），字侯升，號春寰，浙江湖州府归安县（今浙江湖州）人。明朝政治人物、同進士出身。

## 生平
隆慶元年（1567年）丁卯科浙江鄉試舉人，万历十七年（1589年）己丑科進士，吏部觀政，八月知江西安仁县，报最，二十三年行取，擢官南京刑科给事中，二十五年巡视京营，二十七年养病。

## 著作
著有《涌金泉碑记》，《郑候升集》等。

## 家族
曾祖鄭賓。祖父鄭瞻，知縣。父鄭球，生员。